# 辛達族
辛達（Sindar）是托爾金的小說所構建的世界中的一支民族。在托爾金的作品裡，辛達族（Sindar，意思是灰人民 Grey People）是帖勒瑞族精靈的後代。他們亦被稱為灰精靈，他們的語言是辛達林語。多瑞亞斯國王埃盧·庭葛亦是辛達族的領袖。

## 歷史

### 起源
帖勒瑞族是精靈最大的一族，他們有兩位領袖，埃盧·庭葛及奧爾維。當帖勒瑞族由庫維因恩前往貝爾蘭的大遠行期間，埃盧·庭葛不經意地走進了森林。在艾莫斯谷森林，他遇見邁雅美麗安，兩人相戀，埃盧·庭葛在森林裡因咒語而沉睡。
在這時候，奧爾維及帖勒瑞族卻不能逗留，於是不顧埃盧·庭葛及他的追隨者繼續前往阿門洲。埃盧·庭葛的追隨者留在貝爾蘭，尋找埃盧·庭葛。埃盧·庭葛從咒語中甦醒，在貝爾蘭中部建立了多瑞亞斯王國。伊瑞德隆諾格羅德及貝磊勾斯特的矮人協助建造明霓國斯。
其他的帖勒瑞族精靈卻愛上了中土大陸的海岸，不願意離開，他們的首領是瑟丹，他們建立了伊葛拉瑞斯特及貝松巴兩個城市，他們就是法拉斯（Falas）的精靈，他們雖然不受多瑞亞斯的管轄，但仍奉埃盧·庭葛為王。
一些迷途的帖勒瑞族精靈居於多瑞亞斯以北的內佛瑞斯特及希斯隆，但沒有成立任何王國。
其後，多瑞亞斯、米斯林及法拉斯的精靈被稱為辛達族精靈。他們被稱為灰精靈因為他們並非光之精靈，與阿瓦瑞族一樣，自從接受邀請及啟程後，從沒有踏足阿門洲。他們有時也被稱為微暗的精靈。「灰」也指埃盧·庭葛的斗蓬。辛達這詞其實原本不是辛達林語，這是諾多精靈給予的昆雅語名稱。辛達族自稱為Edhil或Eglath，意即「被遺棄的」。
至於最後一些貝爾蘭的精靈則是綠精靈，他們是南多族精靈的後裔，他們在大遠行期間於迷霧山脈前離開，沿安都因河南行，其中一部分迪耐瑟率領的南多精靈橫越藍山山脈，聚居於歐西瑞安。迪耐瑟死後，許多南多精靈遷移至多瑞亞斯。
這時，魔苟斯回到他的要塞安格班，埃盧·庭葛及美麗安在多瑞亞斯設下魔法環帶，除了得到國王允許，否則任何人都不得穿越魔法環帶。埃盧·庭葛為辛達族的最高君王，名義上亦是貝爾蘭的霸主，但費諾兒子的追隨者經常不聽從埃盧·庭葛的號令。

## 文化
辛達族精靈在中土大陸生活得甚為愉快，但一旦他們對大海的嚮往燃起，他們就會一路航行到艾爾達瑪灣為止。辛達族精靈的力量雖然不大，也沒有諾多精靈精巧的技藝，但他們具音樂天賦，有優美的聲線。

### 语言
辛達族的語言和維林諾帖勒瑞的語言分離，成為辛達林語。諾多精靈也抵達貝爾蘭，他們的語言不通，但諾多精靈迅速學會辛達林語。在第二紀元及第三紀元，辛達林語被視為高貴的語言，並是中土大陸精靈的共同語言。努曼諾爾人吸取了一些辛達林語，故剛鐸及亞爾諾王國亦有使用辛達林語。
除了貢多林地區的特剛重振昆雅語外，辛達林語取代了諾多精靈的昆雅語，昆雅語成為語言學用途，其地位與現今的拉丁文相若。